# Germaine Guèvremont
Œuvres principales
Le Survenant (1945)
Germaine Guèvremont, née le 16 avril 1893 à Saint-Jérôme (Québec) et morte le 21 août 1968 à Terrebonne (Québec), est une romancière québécoise surtout connue pour le roman Le Survenant.

## Biographie
Son père est un avocat (protonotaire), alors que sa mère, Valentine Labelle, s'adonne à la peinture.
Germaine Guèvremont fait ses études chez les sœurs de Sainte-Croix à Sainte-Scholastique, ainsi qu'à Saint-Jérôme et à Lachine (ville fusionnée à Montréal le 1er janvier 2002) chez les Sœurs de Sainte-Anne. Par la suite, elle étudie le piano et l'anglais pendant un an à Toronto au Loretto Abbey. Elle habite ensuite avec son mari, Hyacinthe Guèvremont, à Ottawa pendant quatre ans, puis revient à l'Îlette-au-Pé sur les Îles de Sorel. En 1926, elle devient journaliste correspondante du journal montréalais The Gazette, puis écrit pour le journal Le Courrier de Sorel. En 1935, elle s'installe à Montréal et interrompt sa carrière de journaliste. 
En 1938, elle aide son cousin Claude-Henri Grignon, à l'écriture de la première saison de la série radiophonique Un homme et son péché. Ce feuilleton radiophonique a une longévité exceptionnelle puisqu'il est diffusé de 1939 à 1962.
Également en 1938, elle recommence à écrire pour des journaux. Elle travaille à la revue Paysana où elle publie des entrevues, des articles sur la culture, trois contes (regroupés sous le titre: En pleine terre (1942) et des romans feuilletons jusqu'en 1945. 

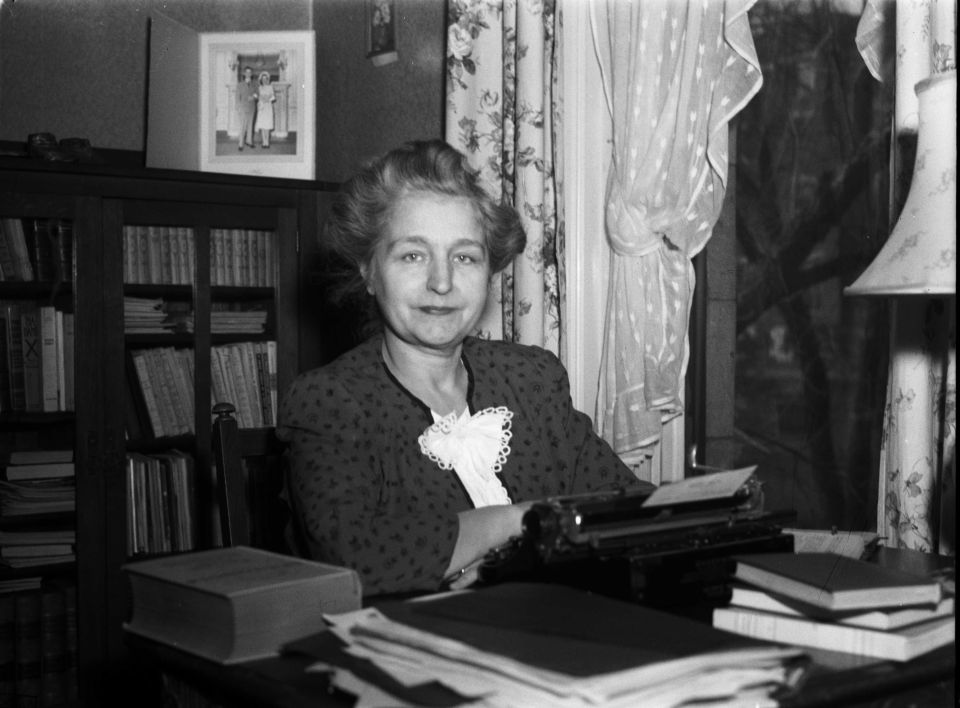
Germaine Guèvremont devant sa machine à écrire, 1946.

Publié en 1945 à compte d'auteur, son premier roman Le Survenant reçoit d'abord un accueil réservé. Avec la parution du livre en France, Germaine Guèvremont reçoit l'appui du public québécois et se mérite dès 1946 le prix David et le prix Sully-Olivier de Serres de l'Académie française. 
L'année suivante, elle publie un deuxième et dernier roman, Marie-Didace (1947), qui se veut une sorte de prolongement de l'histoire des Beauchemin. Elle est élue à l'Académie canadienne-française en 1949. Son œuvre obtient par la suite une plus vaste audience tant en Europe qu'aux États-Unis.
Pour la traduction en anglais du Survenant, elle reçoit d'ailleurs le prix littéraire du Gouverneur général en 1950. En 1962, la Société royale du Canada l'accueille en son sein. Elle est aussi récipiendaire de doctorats honoris causa des universités Laval et d'Ottawa. Elle obtient la Médaille de l'Académie des lettres du Québec en (1947).
Dès 1950, elle se consacre à l'adaptation radiophonique du Survenant qui est diffusée sur les réseaux de CBF et de CKVL de 1952 à 1955.
Sa production télévisuelle reprend et prolonge l'œuvre romanesque et radiophonique. Elle forme de plus une trilogie qui, pendant six ans, a largement influencé la programmation des années 1950 avec Le Survenant (1954-1957,1959-1960),  Au chenal du moine (1957-1958) et Marie-Didace (1958-1959). De 1961 à 1962, elle collabore au Nouveau Journal.
Une version définitive de son roman  Le Survenant, publié chez Fides en 1974, propose une fin plus énigmatique au Survenant. Notre héros, quittant le Chenal du moine, conserve, comme à son arrivée, son aura mystérieusement poétique, sinon mythique. 
Germaine Guèvremont meurt le 21 août 1968 à la suite d'une intervention chirurgicale, avant d'avoir pu compléter ses mémoires. Gabrielle Roy lui consacre un éloge funèbre quelque temps après sa mort.

## Œuvres romanesques
- 1938 : En pleine terre (recueil de nouvelles d'abord publiées en feuilleton dans la revue Paysana. Il est illustré par Cécile Chabot.) ;
- 1939 : Tu seras journaliste (roman sous la forme d'un feuilleton) ;
- 1942 : En pleine terre (159 pages-20cm.) (recueil de trois contes, basé sur le feuilleton du même titre) - Éditions Paysanna
- 1945 : Le Survenant (262 pages-19cm.) - Éditions Beauchemin
- 1947 : Marie-Didace (282 pages- 19cm.) - Éditions Beauchemin
- 1950: The Outlander (à New-York chez Mcgraw-Hill)/The Monk's Reach et à Londres chez Evans Bros. (traduction en anglais des deux romans rassemblés : Le Survenant et Marie-Didace).

## Autres écrits

### Années 1930
- 1933
  - Grasse ou maigre, Courrier de Sorel (le), 19 mai 1933.
  - Les champions de la parlote, Courrier de Sorel (LE), 26 mai 1933.
  - Les vivants et les morts, Courrier de Sorel (Le), 16 juin 1933.

- 1938
  - Les Survenants, Paysana, vol. I, no. 1, mars 1938, pages 11 et 12., NOUVELLE: (Il s’agirait du premier texte de fiction à avoir été publié par Germaine Guèvremont. Plusieurs des personnages du Survenant et de Marie-Didace s'y retrouvent.)
  - Le départ, Paysana, vol I, no. 2, avril 1938, pages 12 et 38.
  - Sa prière, Paysana, vol. I, no. 3, mai 1938, p. 22.
  - La Noce, Paysana, vol. I, no 4, juin 1938, pages 19 et 32.
  - Un malheur, Paysana, vol. I, no. 5, juillet 1938, page 13.
  - Quand l’été s’en va..., Paysana, vol I, no. 6, août 1938, page 11.
  - La femme du médecin de campagne
  - Paysana, vol. I, no. 8, octobre 1938, pages 17 et 18.
  - Le rêve d’un chef Paysana, vol. I, no 8, octobre 1938, p. 19.

- 1939
  - Une grosse nouvelle, Au M. R. T.. Français, les 26 et 27 janvier 1939 (Pièce en un acte. Reprise au Théâtre d’été, émission de CBFT, le 23 juin 1954.)
  - La fille à De-Froi, Paysana, vol. I, no. 11, janvier 1939, pages 10 et 11.
  - Ode à son cheval, Paysana, vol II, no. 1, mars 1939, page 25.
  - Tu seras journaliste (roman-feuilleton), Paysana, (entre avril 1939 et octobre 1940, inclusivement, soit sur 18 numéros) vol. II, no. 2, avril 1939, p. 12 et 13; no 3, mai 1939, p. 28 et 29; no 4, juin 1939, p. 13 et 20; no 5, juillet 1939, p. 7 et 11; no 6, août 1939, p. 10 et 11; no 7, septembre 1939, p. 8 et 9; no 8, octobre 1939, p. 6 et 7; no 9, novembre 1939, p. 6, 7 et 13; no 11, janvier 1940, p. 5, 6 et 7; no 12, février 1940, p. 6 et 7. vol III, no 1, mars 1940, p. 18 et 19; no I (bis), avril 1940, p. 22 et 23; no 2, mai 1940, p. 24, 25 et 32; no 3, juin 1940, p. 20, 21 et 22; no 4, juillet 1940, p. 9 et 24; no 5, août 1940, p. 19 et 24; no 6, septembre 1940, p. 20 et 21; no 7, octobre 1940, p. 22, 23 et 24.
  - Le 3e centenaire de Racine, revue populaire (la), 32e année, no 11, novembre 1939, p. 7.
  - (Article publié à l’occasion de la fête organisée par la Société des Écrivains Canadiens)
  - La semaine de la lettre, Paysana, vol. II, no 9, novembre 1939, p. 22 et 23.
  - Louis Fréchette, Paysana, vol. II, no 10, décembre 1939, p. 6.
  - Pays-Jasettes, Paysana, vol. II, no 10, décembre 1939, p. 20.

### Années 1940
- 1940
  - Un ami des livres, La revue populaire, 33e année, no 5, mai 1940, p. 9, 62, 67. (Visite chez un bibliophile montréalais, Denis de la Ronde.)
  - La raison d’un pseudo. , Un homme et ses enfants, Un autre homme, etc. et des hommes de bonne volonté, Ma prière, Donnons des livres en étrennes (pseud. La femme du postillon) L’Oeil, vol . I, no. 5, décembre 1940, p. 27.
  - La Société des écrivains Canadiens, Culture, vol. I, no 3, septembre 1940, p. 362 et 363.

- 1941
  - Un quêteux sans pareil. , Le bonheur s’apprend, Irons-nous “à” ski ou “en“ski?, Un peu de logique, Donner des noms, Comme un enfant, Paysanneries (pseud. La femme du postillon), L’Oeil, vol I, no. 6., 15 janvier 1941, p. 32.
  - La petite «campe» de l’Enfant Jésus. Un beau sermon, Chacun sa prière, La femme riche, Nourriture biblique, Foncièrement chrétienne (pseud. La femme du postillon), L’Oeil, vol. I, no. 7, 15 février 1941, p. 19.
  - Soleil., Jeunesse, Folle jeunesse, Extrème jeunesse, J’ai dit au postillon, Le postillon m’a dit. (pseud. La femme du postillon) L’Oeil, vol I, no. 8, 15 mars 1941, p. 25.
  - Un vrai taupin,, Paysana, vol IV, no 1, mars 1941, pages 7 et 20. (conte)
  - C’est notre fête, Paysana, vol IV, no 1, mars 1941, p. 24.
  - Propos de printemps, Sans à-propos, Campagne, À la campagne, L’esprit des uns, Celui des autres. (pseud. La femme du postillon), L’Oeil, vol. I, no. 9, 15 avril 1941, p. 30.
  - Les demoiselles de Mondor, LA REVUE MODERNE, vol. 22, no 1, mai 1941, p. 9, 36. (Nouvelle reprise dans En pleine terre)
  - Le tour du village, Paysana, vol. IV, no 3, mai 1941, p. 6; no 4, juin 1941, p. 10; no 5-6, juillet 1941, p. 10.
  - vol. VI, no 4, juin 1943, p. 14.
  - L’arbre devant la maison, Une porte ouverte ou fermée, Marche... Marche... Marche..., Une histoire aérée, Skiez mortels (pseud. La femme du postillon), Oeil, L’, vol. I, no 10, 15 mai 1941, p. 25.
  - La gloire d’une débutante, La belle âge, Dernière jeunesse, Générosité perdue, Prélude, Le livre le plus court, Une définition, Postillonnages. (pseud. La femme du postillon), L’Oeil, vol. I, no. 12, 15 juillet 1941, p. 32.
  - Monique en vacances, Un honnête homme, Américain ou canadien. (pseud. La femme du postillon), L’Oeil, Vol. II, no. 1, 15 août 1941, p. 26.
  - La dame de journée moyen-âge, Précisions, Comment faut-il les appeler?. (pseud. La femme du postillon), L’Oeil, vol. II, no. 2, 15 septembre 1941, p. 24.
  - Le bouleau d’argent, Paysana, octobre 1941, pages 5 et 17. (conte)
  - Plus précisément, Un homme mal pris, Le front contre la vitre ... du tramway, Testaments, Pénurie d’institutrices, Expositions de revues, Petit courrier, Fêtera-t-on le IIIe centenaire?, Dans le pit en l’air, Neige d’Antan. (pseud. La femme du postillon), L’Oeil, vol II, no 3, 15 octobre 1941, p. 25.
  - Portés disparus, Distractions, Le bœuf à la mode, Références, références, Un sage, Sans diplôme, Neige d’Antan. (pseud. La femme du postillon), L’Oeil, vol. II, no. 4, 15 novembre 1941, p. 25.
  - Une femme et son métier, Paysana, vol. IV, no 10, décembre 1941, p. 4. (reportage)
  - Thémis versus Diane, Romance, petite fleur bleue toujours vivace, Entendons-nous, Pour les bridgeurs, Sans javelage, Joyeux Noël.(pseud. La femme du postillon), L’Oeil, Vol. II, 15 décembre 1941, p. 26

- 1942
  - En pleine terre, Montréal, Éditions Paysana ltée. (1942), 159 p.; — 1946, 156 p.; — Montréal et Paris, Fides, (1955), 125 p.; — 1976, 140 p. — (La plupart des nouvelles parurent d’abord dans Paysana. Entre la publication de ces textes de fiction dans Paysana et l'édition sous forme de livre, le style de tous les textes a été considérablement modifié.)
  - La femme péril ou salut de la terre, Paysana, vol. IV, no 11, janvier 1942, p. 6.
  - En marge de la guerre, Le pain amer, Plus obscur que la grande noirceur, New York présente, Chinoiseries, Serions-nous féministes?, Échos des fêtes (pseud. La femme du postillon), L’Oeil, vol. 2, no 6, janvier 1942, p. 23.
  - Paysana présente... Marie-Claire Daveluy, Paysana, vol IV, no 12, février 1942, p. 8. (entrevue)
  - Pays-Jasettes, Paysana, vol IV, no 12, février 1942, p. 21 et 22.
  - Une famille au service de l’agriculture, Paysana, vol V, no 1, mars 1942, pages 14 et 15. (reportage)
  - Une belle carrière, Florine Phaneuf, Paysana, vol V, no 3, mai 1942, p. 9. (entrevue)
  - Le 3e centenaire de Sorel, Samedi (Le), 54e année, no 12, 15 août 1942, p. 4-5, 31. (Germaine Guèvremont fait l’historique de la ville et décrit Sorel, «ville centenaire, ville royale, ville maritime, ville d’avenir...)
  - Une jeunesse de 83 ans (dans la série: Nos grandes femmes), Paysana, vol. V, no 10, décembre 1942, p. 9.

- 1943
  - Un sauvage ne rit pas, LA REVUE MODERNE, Vol. 24, no 11, mars 1943, p. 10-11. (Mélusine, journaliste, autrefois courriériste du News à Sorel, reconnaît, dans une soirée au Press Club, un sauvage qui avait tenté de traverser l’Atlantique en canot. Quand elle découvre la supercherie (le sauvage était garçon de table, et était alors petit employé d’une agence de publicité), elle le gifle. (À rapprocher d’un récit fait par Germaine Guèvremont, dans La découverte de Sorel en 1926, Paysana, novembre 1943, p. 7.)
  - De fil en aiguille, Paysana, vol VI, no 1, mars 1943, p. 7.
  - Un maître-artisan (Moïse Beauchemin, pionnier de l’industrie des machines aratoires dans la province de Québec) Paysana, vol. VI, no 2, avril 1943, pp. 8 et 9.
  - L’arbre devant la maison, Paysana, vol. VI, no 2, avril 1943, p. 16.
  - Lettre morte, Paysana, vol. VI, no 3, mai 1943, pages 8 et 9. (conte)
  - La peur, Paysana, vol. VI, no 5-6, juillet-août 1943, pages 7 et 14. (conte)
  - L’enfant, notre espoir..., Paysana, vol VI, no 7, septembre 1943, p. 9.
  - Le petit bac du Père Drapeau, Paysana, octobre 1943, pages 5 et 6.
  - La découverte de Sorel en 1926, Paysana, vol. VI, no 9, novembre 1943, p. 6 et 7.
  - Il y a soixante ans, Paysana, vol VI, no 10, décembre 1943, p. 8.
  - Figures de femmes. Madeleine Huguenin, Paysana, vol. VI, no 10, décembre 1943, p. 8.
  - Le Survenant: L’arrivée du Venant — L’abandon, Gants du Ciel, no, 2, décembre 1943

- 1944
  - En ce temps-là, Paysana, vol VI, no 11, janvier 1944.p. 6 et 13.
  - Fidélité, Paysana, vol VI, no 12, février 1944, p. 3.
  - Des mains ingénues, Paysana, vol. VI, no 12, février 1944, p. 8. (entrevue)
  - Avec un grain de sel..., Paysana, vol. VII, no 1, mars 1944, p. 6 et 12.
  - Un chapeau se penche sur une femme, Paysana, vol VII, no 2, avril 1944, pages 7 et 18. (entrevue)

### Années 1950
- 1952
  - L’émeraude, nouvelle sentimentale, REVUE MODERNE (LA ) , vol. 34, no 1, mai 1952, p. 8, 17, 21.

- 1953
  - Le Survenant, Radioroman original. Station CBF. Réalisation : Paul Leduc. Quotidien, 15 minutes. Du 31 août 1953 au 6 mai 1955., Reprise: Station CKVL Quotidien, 15 minutes. Du 24 septembre 1962 au 29 juin 1965., Microfilm: Pierre Pagé et Renée Legris, 1972..

- 1954
  - Les Demoiselles de Mondor, Conte original, série Contes de mon pays (2 mai 1954 - 10 octobre 1954) Station CBF. Réalisation Guy Beaulne. 30 minutes. Diffusé le 25 juillet 1954. Texte dactylographié, avec annotations manuscrites, 21 x 35 cm. 17p. Manuscrit: Société Radio-Canada.
  - Le survenant, Téléroman, diffusé à Radio-Canada entre le 30 novembre 1954 et le 30 juin 1960. Direct, noir et blanc, 138 épisodes de 30 minutes. Dates de diffusion: du 30 novembre 1954 au 26 avril 1955, le mardi de 20h30 à 21h00; du 18 octobre 1955 au 10 juillet 1956, le mardi de 21h00 à 21h30; du 16 octobre 1956 au 9 juillet 1957, le mardi de 20h00 à 20h30; du 1er octobre 1959 au 30 juin 1960, le jeudi de 20h30 à 21h00.

- 1957
  - Au chenal du moine, Téléroman (suite du Survenant), diffusé à Radio-Canada entre le 17 octobre 1957 et le 10 juillet 1958, le jeudi entre 20h30 et 21h00, Direct, noir et blanc, 39 épisodes de 30 minutes. Dates de diffusion: Du 17 octobre 1957 au 10 juillet 1958, le jeudi entre 20h30 et 21h00.
  - Au pays du Survenant, LA REVUE MODERNE, vol. 39, no 1, mai 1957, p. 12, 14. (Germaine Guèvremont raconte l’aventure du Survenant. «Plus qu’un homme, le Survenant est l’île de nostalgie, de déraison, d’inaccessible, d’inavouable — et pourtant d’humain — que chacun porte en soi. L’île perdue.»)

- 1959

Le premier chapitre d’un troisième roman parut, sous le titre Le plomb dans l’aile, dans Cahiers de l’Académie canadienne-française, vol. III, no. 5, 1959, p. 69-75. (Marie-Didace quitte le Chenal-du-Moine, où elle s’ennuie, pour aller chercher su travail au journal de Sorel. Angélina la prévient: «A Sorel, il y a du monde que tu connais pas. Y a du danger. La crise. Tu pars avec du plomb dans l’aile.»)

### Années 1960
- 1961
  - Dans la quotidien LE NOUVEAU JOURNAL, Germaine Guèvremont tient la chronique Trois minutes avec ..., conjointement avec Solange Chaput-Rolland, Michelle-A. Mailhot, Lucie de Vienne, Thérèse Casgrain, Andréanne Lafond et quelques autres. Ses billets s’échelonnent du 9 septembre 1961 au 17 mars 1962.
  - Un homme habité., Le Nouveau journal, 9 septembre 1961, p. 21. (Sur Ernest Hemingway)
  - Découpages. Le Nouveau journal, 4 novembre 1961, p. 22.[ (Billet sur les choses familières qui s’en vont...)
  - Onze novembre., Le Nouveau journal, 11 novembre 1961, p. 22. (Réflexion sur le souvenir et l’oubli)
  - Ne me donnez, Seigneur...
  - Le Nouveau journal, 18 novembre 1961, p. 21.
  - (Réflexions à partir d’un texte de l’agenda Aujourd’hui, de Françoise Gaudet-Smet.)
  - Le premier scoop du monde., Le Nouveau journal, 25 novembre 1961, p. 19
  - Ses enfants à qui elle demandait d’être à l’affût des nouvelles pour la Gazette, lui rapportent «une grosse nouvelle»: Caïn a tué Abel!
  - Où allons-nous ?., Le Nouveau journal, 2 décembre 1961, p. 22. (Dans la vie trépidante que nous menons, où trouver le bonheur ?)
  - Ce vice puni... la lecture. Le Nouveau journal, 9 décembre 1961, p. 23. (Commentaires sur les méthodes de lecture rapide. «Pour moi, le vieux principe paysan garde sa validité: un feu lent est plus de durée qu’un feu de broutilles et d’éclats.»
  - Information-minute. Le Nouveau journal, 16 décembre 1961, p. 20. (Autre commentaire sur la lecture rapide)
  - Noël approche. Le Nouveau journal, 23 décembre 1961, p. 22. (Souvenirs d’enfance)
  - Les visiteurs du Jour de l’An. Le Nouveau journal, 30 décembre 1961, p. 21. (Rappel de la coutume des nombreuses visites du premier de l’an.)

- 1962
  - D’une étrenne à l’autre. Le Nouveau journal, 6 janvier 1962, p. 21. (Pour ses petits enfants, Germaine Guèvremont se met à la recherche de l’origine des étrennes.)
  - Sur un air connu. Le Nouveau journal, 13 janvier 1962, p. 23. (Réminiscences. Germaine Guèvremont rappelle comment la charge de courriériste (à la Gazette) s’offrit à elle et lui fut un antidote contre l’ennui, «péché irrémissible des petites villes»)
  - Voyage au pays de la bonne fourchette. Le Nouveau journal, 3 février 1962, p. 23. (Sur la gastronomie, à l’occasion du Grand Salon Culinaire.)
  - A la croque au sel. Le Nouveau journal, 24 février 1962, p. 23. (Sur le sel, ses symboles, les superstitions qu’il fit naître.)
  - Enfants de la nuit. Le Nouveau journal, 3 mars 1962, p. 20. (Sur le rêve, la chance...)
  - Connaissez-vous Annie ? Le Nouveau journal, 10 mars 1962, p. 23. (Sur l’épouse du cosmonaute John Glenn.)
  - Deux nouvelles. Le Nouveau journal, 17 mars 1962, p. 23. (Germaine Guèvremont amorce une réflexion sur les trains de son enfance, à partir de l’annonce de la construction d’un jet supersonique.)
  - Discours de réception à la Société Royale du Canada (Dans Présentations, no 16, Société Royale du Canada, Section française, Trois-Rivières, juillet 1962. p. 93-98. Présentation de l’auteur par le Dr Adrien Plouffe. p. 87-91.)

- 1963
  - Jamais je n’oublierai... Dans Présence de Victor Barbeau, Montréal, Atelier Pierre Desmarais, 1963, p. 23-26 (Cahier no 2)

- 1965
  - Le Survenant, homme ou dieu ? (Conférence aux étudiants de l’Université de Montréal, le 24 novembre 1965. 10 pages (texte dactylographié)

- 1967
  - Marie Mauron. Cahiers de l’Académie canadienne-française, no. 11 Reconnaissances littéraires. Montréal, 1967. p. 144-150. (Article consacré à cet écrivain français, «gloire littéraire de la Provence.»
  - A l’eau douce. Châtelaine, vol. 8, no 4, avril 1967, p. 34-35, 74, 76, 80, 82.
  - Le premier miel. Le Devoir, supplément littéraire, 31 octobre 1967, p. XXI.

## Articles publiés dans divers ouvrages de référence sur l'oeuvre de Germaine Guèvremont
- CHARBONNEAU, Robert, Romanciers canadiens, p. 47-53.
- DÉCARIE, David, « Les zinnias : les relations mère-fille et la problématique de l’enfant de remplacement dans l’oeuvre de Germaine Guèvremont », Études françaises, vol. 46, no 1,‎ 2010, p. 99-121 (lire en ligne)
- DE GRANDPRÉ, Pierre, Histoire de la littérature française du Québec, Librairie Beauchemin, Montréal, 1968 (tome II, 1900-1945), p. 288 et suivantes.
- DUCROCQ-POIRIER, Madeleine, dans le Roman canadien de langue française de 1860 à 1958,, Paris, Nizet,1978. La partie sur Le Survenant: p.333-343. La partie sur Marie-Didace,p. 487-491.
- DUHAMEL, Roger, «Courrier des lettres», le Devoir, 19 septembre 1942, p. 6
- DUHAMEL, Roger, «Ce qu’on écrit. En pleine terre, la Revue Moderne, novembre 1942, p. 15.
- LAFLEUR, Bruno, «Le Survenant et Marie-Didace», Revue Dominicaine, vol. 54,no.1, janvier 1948, p.5-9.
- LANGEVIN, André, «Nos écrivains. Madame Germaine Guèvremont» Notre Temps, 12 juillet 1947, p. 1, 3.
- LEPAGE, Yvan G., «Germaine Guèvremont», The Canadian Encyclopedia, Edmonton , Hurtig Publishers, t. II, 1985, p. 780-781 et l'Encyclopédie du Canada, Montréal, Stanké, t. 1, 1987. p. 510 = Germaine Guèvremont sur L'Encyclopédie canadienne, publié le 29 avril 2015; consulté le 30 septembre 2019
- LEPAGE, Yvan G.,«Cher Survenant ...»: sur la correspondance entre Germaine Guèvremont et Alfred Desrochers (1942-1951), Voix et images, vol.16,no. 1, automne 1990, p.64-78.
- MARCOTTE, Gilles, Anthologie de la littérature québécoise, Vol IV, l’âge de l’interrogation 1937-1952 par René Dionne et Gabrielle Poulin, Ed La Presse, Montréal, 1980
- PARADIS, Suzanne, «Alphonsine Beauchemin , Marie-Amanda Beauchemin, Angélina Desmarais», dans Femme fictive, femme réelle. Le personnage féminin dans le roman canadien-français, 1884-1966, Québec, Garneau,1966, p. 30-43.
- PELLETIER, Claude (dépouillement et compilation) Romancières québécoises: dossiers de presse / Germaine Guèvremont, Univ. de Sherbrooke, 1986, 147 p.
- ROBIDOUX, Réjean et RENAUD, André, «LeSurvenant et Marie-Didace», dans Le Roman canadien-français du vingtième siècle, Ottawa, Éditions de l'Université d'Ottawa, 1966, p. 49-57.
- ROY, Gabrielle, « Germaine Guèvremont (1900‑1968) », Études françaises, vol. 33, no 3,‎ hiver 1997, p. 81-84 (lire en ligne)
- ROY, Paul-Émile, «L'extension de la dynastie des Beauchemin», dans Études littéraires: Germaine Guèvremont, Réjean Ducharme, Gabrielle Roy, Montréal, Méridien/Littérature, 1989,p. 11-47.
- SAINTE-MARIE ÉLEUTHÈRE, Sœur (Marie-Thérèse Laforest), La mère dans le roman canadien-français, Québec, Presses de l'Université Laval, «Vie des lettres canadiennes, 1.», 1964, p. 34-47.
- SMART, Patricia, «Germaine Guèvremont ou la maison ouverte à l'autre», dans Écrire dans la maison du père. L'émergence du féminin dans la tradition littéraire du Québec, Montréal, Québec/Amérique, 1988 (nouv. édition revue et augmentée, 1990, p. 135-166.
- VANASSE, André, «le Survenant, roman de Germaine Guèvremont (née Grignon)», Dictionnaire des oeuvres littéraires du Québec, sous la direction de Maurice Lemaire, t. III: 1949-1959, Montréal, Fides, 1982, p. 956
- VIAU, Robert, «La folie dans le roman québécois de 1940 à 1959», dans Les fous de papier, Montréal, Méridien/Littérature, 1989,p. 165-198.

## Livres et thèses publiés sur l'oeuvre de Germaine Guèvremont
- BOLGER, Mary Clarence, Peintre de l'âme paysanne canadienne-française, Université Laval, thèse de maîtrise, 1962, 93 p.
- CIMON, Renée, (pseudonyme de Madeleine Bellemare) Germaine Guèvremont, coll. Dossiers de documentation sur la littérature canadienne-française # 5, Fides, Montréal, 1969, 56p.
- Collectif, « Le Survenant et Bonheur d’occasion : rencontre de deux mondes », Études françaises, numéro préparé par Pierre Nepveu et François Ricard, vol. 33, n° 3, 1997, 145 p. (http://revue-etudesfrancaises.umontreal.ca/volume-33-numero-3/).
- DION, Denis, La Terre et l’Eau dans l’oeuvre de Germaine Guèvremont, Thèse de maîtrise ès arts, Montréal, Université McGill, 1973, 131 f.
- DUQUETTE, Jean-Pierre, Germaine Guèvremont, une route, une maison, coll. Lignes québécoises, série Textuelles, P. U. M. , Montréal, 1973, 81p.
- GILBERT, Danielle, Le Survenant: inscription idéologique ou variations sur une nostalgie du terroir, Montréal, UQAM, 1984, VI, 154 feuillets
- Disponible à la Bibliothèque Centrale de l'UQAM Monographies: AC20OU5511.M1200
- GIROUARD, Pierre, Germaine Guèvremont et son oeuvre cachée, Les Éditions De Neveurmagne, Saint-Ours, 1985, 62p.
- GIROUARD, Pierre, La culture dans l'oeuvre journalistique de Germaine Guèvremont, Trois-Rivières, Université du Québec à Trois-Rivières, 1982 , XI, 241 feuillets. (Disponible à la Bibliothèque Centrale de l'UQAM. Monographies: PS8513U4Z68.1982)
- GORDON, Guy, La contradiction dans l'oeuvre de Germaine Guèvremont, Thèse (M.A.), Université McGill, 1972 (Thèses canadiennes sur microfilm, no 14453)
- HERLAN, James, «Le Survenant» de Germaine Guèvremont: une étude comparative du roman et du radioroman, mémoire de maîtrise en études québécoises, U. Q.T.-R., Trois-Rivières, juin 1980, 161p.
- LECLERC, Rita, Germaine Guèvremont, coll. Écrivains canadiens d’aujourd’hui # 1, Fides, Montréal - Paris, 1963, 190p.
- LEPAGE,Yvan-G.,Germaine Guèvremont. La tentation autobiographique. Ottawa, Presses de l'Université d'Ottawa, 1998, 205 p.
- MARTIN, Stéfanie, La figure du Christ dans l'oeuvre romanesque de Germaine Guèvremont, McGill Univ. Département de langue et de littérature françaises, Thesis (M. A.), 1991, 139 p.
- POIRIER, Michel Phillipe, Le survenant selon Giono et Guèvremont, McGill Univ., Département de langue et littérature françaises, Thesis (M. A.), 1988, 108 p.
- RENAUD, Benoît, Les techniques littéraires de Germaine Guèvremont, Université d'Ottawa, Mémoire de maîtrise, 1971, 126 p.
- ROBERTO, Eugène, L'Hermes québécois, Ottawa, Éditions David, 2002, 154 p.
- ROY, Paul-Émile, Études littéraires : Germaine Guèvremont, Réjean Ducharme, Gabrielle Roy, Montréal, Méridien, 1989, 145 p.
- RUBINGER, Catherine, Germaine Guèvremont, portrait de la femme dans le roman canadien français, McGill Univ., Département de langue et de littérature françaises, Thesis (M. A.), 1967, 112 p.

## Documents audiovisuels
- Radio-Canada, cinquante ans de grande télévision. 1 [enregistrement vidéo] / Société Radio-Canada en collaboration avec Imavision 21. Éditeur : [Montréal] : Société Radio-Canada : Imavision Distribution, [2002] Description : • 1 cassette (VHS) (env. 123 min) : son., n&b ; 1/2 po. • Vidéo • Visionnement privé. (Contenu: LA FAMILLE PLOUFFE. Cette série, écrite par Roger Lemelin, a été originellement diffusée de 1953 à 1959. Dans cet épisode, Théophile Plouffe est heureux d'apprendre qu'un oncle décédé a pensé à lui dans son testament. Toutefois, une surprise l'attend au moment où il reçoit sa part d'héritage (env. 28 min) -- LE SURVENANT. Cette série, écrite par Germaine Guèvremont, a été originellement diffusée de 1954 à 1960. Dans cet épisode, Le Grand Cirque est de passage à Saint-Joseph-de-Sorel. Toute la population du Chenal-du-Moine ne parle que de cela. Pendant qu'Angélina (Hélène Loiselle) surprend le Survenant (Jean Coutu) en train de se faire dire la bonne aventure par une belle bohémienne, Bedette (Marjolaine Hébert) tente de convaincre Phonsine (Suzanne Langlois) de venir avec elle ... voir les bêtes féroces! Mais le Père Didace (Ovila Légaré) n'a pas dit son dernier mot et veille au grain (env. 28 min).
- DANSEREAU, Mireille, Germaine Guèvremont, Radio-Québec, une vidéocassette (28 min) Disponible à l'Audiovidéothèque de l'UQAM +VHS 5835
- PATRY, Pierre (réalisateur) Germaine Guèvremont romancière, 1959, 30 min. Maintenant disponible pour visionnement en ligne :

## Hommages
La rue Marie-Didace a été nommée en l'honneur de son oeuvre, en 2006, dans la ville de Québec.
L'avenue des Ancêtres porta, auparavant, le toponyme d'avenue Germaine-Guèvremont, durant 3 mois, en 1979 dans la ville de Québec.

## Sources
- Renée Legris, Dictionnaire des auteurs du radio-feuilleton québécois, Fides, 1981
- BIBLIOTHÈQUE ET ARCHIVES CANADA. RÉPERTOIRE DU FONDS GERMAINE GUÈVREMONTLMS 0260 2004-03. Numéro de référence archivistique ; R 12045-0-0-F Numéro MIKAN : 3697418